# Kallinge
Kallinge – miejscowość (tätort) w Szwecji, w regionie administracyjnym (län) Blekinge, w gminie Ronneby.
Według danych Szwedzkiego Urzędu Statystycznego liczba ludności wyniosła: 4664 (31 grudnia 2015), 4937 (31 grudnia 2018) i 4911 (31 grudnia 2019).